# Скшипчак, Мариан
Мари́ан Скши́пчак (пол. Marian Skrzypczak, 15 апреля 1909, Яновец-Велькопольский, Куявско-Поморское воеводство — 5 октября 1939, Плонково, Куявско-Поморское воеводство) — блаженный Римско-католической церкви, священник, капеллан, мученик.

## Биография
После получения среднего образования Мариан Скшипчак поступил в Духовную семинарию в городе Гнезно. 15 июня 1935 года был рукоположен в священника, после чего был назначен викарием в приходе в Рогове. После начала Второй мировой войны в 1939 году служил викарием в Плонкове. Несмотря на опасность, грозящую ему, остался в приходе.
5 октября 1939 года в приходской дом священника ворвалась группа бандитов, Скшипчак был жестоко избит бандитами, получил штыковое ранение в ногу. Бандиты приказали раненому Скшипчаку бежать в сторону деревни, и когда искалеченный священник направился к двери, убили его выстрелом в спину.

## Прославление
13 июня 1999 года Мариан Скшипчак был беатифицирован римским папой Иоанном Павлом II в группе 108 блаженных польских мучеников.
5 декабря 2006 года мощи блаженного Мариана Скшипчака были эксгумированы с приходского кладбища и доставлены в приходскую церковь в Плонкове, где находятся в настоящее время в мраморном алтаре.
День памяти в Католической церкви — 12 июня.

## Источник
- Ludwik Gładyszewski, Wierny pasterz, Bł. Marian Skrzypczak, Kapłan i Męczennik, Gaudentinum, 2008.